# رافع بن أبي ليلى بن عليان الكلبي
عز الدولة رافع بن أبي الليل بن عليان الكلبي (نشط في الفترة 1028-1038 م)، كان أمير قبيلة كلب في الشام في منتصف القرن الحادي عشر.

## الحياة
خلف رافع عمه سنان بن عليان أميرًا على بني كلب بعد وفاته عام 1028م. وكان سنان قد دخل قبيلة الكلب في تحالف ضد الخلافة الفاطمية مع قبيلتين بدويتين أخرتين هما قبيلة طيء بقيادة الحسن بن مفرج، وقبيلة كلاب بقيادة صالح بن مرداس. ومع ذلك، في عهد رافع، انشقّت قبيلة كلب وانضمَّت إلى الفاطميين. وقد حدث ذلك بعد أن أعلن رافع ولاءه للخليفة الظاهر (حكم. 1021–1036 م) في مقابل السيطرة على إقطاعات سنان. وعندما أرسل الفاطميون أنشتكين الدزبري لمواجهة طيء وكلاب، قاتل رافع وبنو كلب معه في معركة الأقحوانة قرب بحيرة طبرية. وبعد المعركة التي قُتل فيها صالح، تعرف رافع على جثته وجثة ابنه، فقام بقطع رأسيهما وأرسلهما إلى أنشتكين. شارك بنو كلب تحت قيادة رافع لاحقًا في حملة أنشتكين ضد خليفة صالح، شبل الدولة نصر المرداسي، في عام 1038، والتي انتهت بمقتل نصر واستعادة الفاطميين لحلب.

## التقاليد الدرزية
ويعتبر رافع بطلًا في التقاليد الدرزية لمحاربته صالح بن مرداس واستخدام ثروته لحماية ودعم الدروز في الشام. أشاد الداعي الدرزي بهاء الدين رافع بحمايته للمظلومين في رسالة إلى زعماء القبائل العربية في عام 1031 م. وفي وقت لاحق أصبح يُعتبر شخصية مقدسة لدى الدروز.

## فهرس
- Abu-Izzeddin، Nejla M. (1993). The Druzes: A New Study of Their History, Faith, and Society. Leiden and Boston: E. J. Brill. ISBN:90-04-09705-8.
- Gil، Moshe (1997) [1983]. A History of Palestine, 634–1099. ترجمة: Ethel Broido. Cambridge: Cambridge University Press. ISBN:0-521-59984-9. {{استشهاد بكتاب}}: يحتوي الاستشهاد على وسيط غير معروف وفارغ: |chapterurl= (مساعدة)
- Cappel، Andrew J. (1994). "The Byzantine Response to the 'Arab (10th–11th Centuries)". في Dyck، Andrew Roy؛ Takács، Sarolta A. (المحررون). Presence of Byzantium: Studies Presented to Milton V. Anastos in Honor of His Eighty-fifth Birthday. Amsterdam: Adolf M. Hakkert. ص. 113–. ISBN:90-256-0619-9. مؤرشف من الأصل في 2022-09-27.
- Lev، Yaacov (2003). "Turks in the Political and Military Life of Eleventh-Century Egypt and Syria". في Hidemitsu، Kuroki (المحرر). The Influence of Human Mobility in Muslim Societies. Kegan Paul. ISBN:0710308027.
- Swayd، Sami (2006). The A to Z of the Druzes. Scarecrow Press. ص. 85. ISBN:9780810868366.